# Amos Zanibelli
Amos Zanibelli (Albino, 28 aprile 1925 – Roma, 2 settembre 1985) è stato un politico italiano.

## Biografia
Sindacalista della CISL e direttore generale dell'INAIL dal 1977 al 1985.
Impegnato in politica con la Democrazia Cristiana, è stato deputato dal 1953 al 1976 nelle legislature dalla II alla VI, e sottosegretario di stato al Lavoro e Previdenza sociale nel governo Segni II.
Muore il 2 settembre 1985, all'età di 60 anni.